# Międzynarodowy Dzień Osób Leworęcznych
Międzynarodowy Dzień Osób Leworęcznych – święto osób leworęcznych obchodzone 13 sierpnia. Organizuje je od 1992 roku międzynarodowa organizacja „Klub Leworęcznych” (ang. The Left Handers Club), powstała w 1990, której siedziba znajduje się w Wielkiej Brytanii.
W Polsce po raz pierwszy obchodzone w 2006 roku.